# Joakim Fagerlund
Bo Erik Joakim Fagerlund (ur. 2 czerwca 1990 roku) – szwedzki zapaśnik walczący w stylu klasycznym. Zajął 26 miejsce na mistrzostwach świata w 2013. Piąty na mistrzostwach Europy w 2017. Szósty w Pucharze Świata w 2015. Trzeci na mistrzostwach nordyckich w 2011 i 2013 roku.
Mistrz Szwecji w latach: 2009, 2011 i 2017.